# William Ponsonby, II conte di Bessborough
William Ponsonby, II conte di Bessborough (Saltash, 1704 – Greenwich, 11 marzo 1793) è stato un filantropo britannico.

## Biografia
Apparteneva ad una famiglia della piccola nobiltà britannica di origine irlandese ma presbiteriana, che pur non essendo cattolica, non era anglicana e quindi era considerata con minore rispetto.
Era il figlio di Brabazon Ponsonby, I conte di Bessborough, e di sua moglie, Sara Margetson.

## Carriera politica
Il conte di Bessborough fu deputato alla Camera dei Comuni d'Irlanda per la nativa cittadina di Saltash, e distintosi per le sue doti di oratore e grande amministratore, gli venne affidato il governo della contea di Kilkenny, e successivamente sarebbe stato Gran Segretario d'Irlanda e Lord Intendente d'Irlanda.
Ricoprendo quest'ultima carica, si distinse come il più tollerante dei Lords Intendenti, cercando di limitare la povertà dei contadini irlandesi ed evitando la totale emancipazione dei cattolici; dopo aver ereditato dal padre il titolo di conte di Bessborough e poi anche quello di barone Ponsonby di Sysonby insieme al grado di Lord Commissario del Tesoro.
Nel 1759 Ponsonby venne nominato Sovraintendente Generale delle Poste degli stati d'Inghilterra, Irlanda e Scozia. La sua posizione politica fu raddoppiata quando suo cognato William Cavendish, IV duca di Devonshire divenne Primo Ministro, così che Ponsonby poté entrare nel Consiglio Privato di Sua Maestà Britannica.
Ritiratosi in vita privata nel 1767, si dedicò interamente ad opere filantropiche; le professioni politiche da lui esercitate per quasi cinquanta anni, erano da molti considerate molto lucrose per chi le esercitava, così il conte di Bessborough decise di dedicare gran parte della sua ricchezza ai poveri: insieme a Richard Grenville-Temple, II conte Temple, si dedicò all'acculturalizzazione della società agricola, fondando numerose scuole e ospedali, che migliorarono notevolmente le condizioni di vita della popolazione contadina e donò molto alla costruzione di nuove parrocchie cattoliche e presbiteriane. Tanto spese per queste opere di beneficenza, che della sua immensa fortuna iniziale rimase ben poco, e nonostante lui stesso e tutti i suoi figli avessero sposato appartenenti all'alta nobiltà britannica, il resto della sua fortuna fu dilapidata dal suo figlio primogenito, Frederick Ponsonby, III conte di Bessborough, a causa dei numerosi debiti contratti a causa del gioco. Il rimanente della sua immensa ricchezza fu investito in terreni presso Cork, che consentirono alla sua famiglia un livello di vita accettabile.

## Matrimonio
Sposò, il 5 luglio 1739, Lady Caroline Cavendish (22 maggio 1719-20 gennaio 1760), figlia primogenita di William Cavendish, III duca di Devonshire. Ebbero tre figli:
- Lady Catherine Ponsonby (14 ottobre 1742-4 settembre 1789), sposò Aubrey Beauclerk, V duca di St. Albans, ebbero sette figli;
- Lady Charlotte Ponsonby (1750-13 maggio 1822), sposò William Fitzwilliam, IV conte Fitzwilliam, ebbero un figlio;
- Frederick Ponsonby, III conte di Bessborough (1758-1844).